# Apa (gmina)
Apa – gmina w Rumunii, w okręgu Satu Mare. Obejmuje miejscowości Apa, Lunca Apei i Someșeni. W 2011 roku liczyła 2681 mieszkańców.